# Lionel Casson
Lionel Casson (* als Lionel I. Cohen 22. Juli 1914 in Brooklyn, New York; † 18. Juli 2009 in New York) war ein US-amerikanischer Althistoriker, der sich besonders der Erforschung der antiken Seefahrt widmete.
Casson studierte an der New York University, wo er 1939 zum Ph.D. promoviert wurde und anschließend als Dozent tätig war, unterbrochen vom Kriegsdienst in der US-Marine während des Zweiten Weltkriegs. Von 1961 bis 1979 war er Professor für Altertumswissenschaften (Classics) an der New York University.
Mit einem Guggenheim-Stipendium erforschte Casson ab 1952 die antike Seefahrts- und Handelsgeschichte und konnte ein Jahr durch den Mittelmeerraum reisen, um antike Hafenanlagen zu studieren. Er fasste seine Forschungen in mehreren grundlegenden Monographien zusammen. Daneben beschäftigte er sich auch mit antiker Alltags- und Bibliotheksgeschichte sowie dem alten Ägypten.

## Schriften (Auswahl)
- mit Ernest L. Hettich: Excavations at Nessana 2: Literary papyri. Princeton University Press, Princeton 1950.
- The ancient mariners. 1959. Deutsche Übersetzung: Die Seefahrer der Antike. Prestel München 1979, ISBN 3-7913-0461-5.
- Ancient Egypt. 1965. Deutsche Übersetzung: Das alte Ägypten. Time-Life, Amsterdam 1966 (weitere Ausgaben).
- Ships and seamanship in the ancient world. 1971.
- Travel in the ancient world. 1974. Deutsche Übersetzung: Reisen in der Alten Welt. Prestel, München 1976, ISBN 3-7913-0367-8.
- The pharaos. 1981. Deutsche Übersetzung: Die Pharaonen. 3. Auflage. Christian, München 1984.
- The Greek conquerors. 1981. Deutsche Übersetzung: Die griechischen Eroberer. 2. Auflage. Christian, München 1984.
- The barbarian kings. 1982.  Deutsche Übersetzung: Die Barbarenkönige. Christian, München 1983.
- Ships and Seafaring in Ancient Times. 1994.
- Libraries in the ancient world. 2001. Deutsche Übersetzung: Bibliotheken in der Antike. Artemis und Winkler, Düsseldorf 2002, ISBN 3-538-07134-9.